# Declana leptomera
Declana leptomera är en fjärilsart som beskrevs av Walker 1858. Declana leptomera ingår i släktet Declana och familjen mätare. Inga underarter finns listade i Catalogue of Life.